# Алабина
Алабина је група са седиштем у Француској која изводи мешавину светске музике: музику блиског истока, арапске, француске, хебрејске и шпанске ромске музике. Алабину чине певачица Иштар, која пева женски вокал, и бенд Лос Нињос де Сара, који пружа мушке вокале и музику.

## Назив групе
Према Алабина.орг, реч је арапска и Алабина има два значења: „идемо“ и „Бог је између нас“. Назив потиче од наслова њихове прве песме. То је уједно и назив првог албума групе.

### Иштар
Иштар је као рођена Ети Зах ( хебр. אתי זך   ) у Израелу. Тамо је одрасла у родитељима који су мароканско-јеврејског и египатско-јеврејског порекла. Она говори и пева на хебрејском, арапском, француском, шпанском и енглеском; она такође каже да „напола говори“ „марокански“. Иштар је почела да наступа у клубовима са 15 година и наставила је чак и након што је завршила средњу школу када је примљена у израелску војску (ИДФ), где је служила као техничар хеликоптера. Иако је рођена као Ети Зак, одабрала је професионално име Иштар, која је месопотамска богиња, јер ју је њена бака звала Естер, што је „са њеним египатским нагласком звучало као Иштар“, рекла је.
Као певачица групе Алабина, Иштар често пева на арапском, допуњујући шпански Лос Нињос де Сара. Често пева у арапском стилу, треперавог гласа. Она такође пева хебрејске песме, а и на француском.
Иштар се често појављује на омотима албума Алабина. Има офарбану плаву косу, која је понекад коврџава, и тамносмеђе очи. Запажена је по својој провокативној хаљини на сликама и на концертима.
Иштар је самостално продуцирала три албума: Глас Алабине (2000), Емет (2003) и Ја знам одакле сам (2005). Први је углавном састављен од француских песама, други је углавном на хебрејском, а Иштарин последњи албум је првенствено на арапском.
Иштар тренутно живи у Француској, али има и дом који се налази у јужном граду Еилату у Израелу.

### Лос Нињос де Сара
Лос Нињос де Сара (на шпанском, „Сарина деца“) су Роми који говоре шпански из Монпељеа у Француској. Четири рођака се зову Антонио („Тонио“) Контрерас, Рамон Компас, Сантјаго („Санти“) Лоренте и Коко. Иако говоре и шпански и француски, певају само на свом матерњем шпанском. Тонио, главни певач, свира гитару. Поред пратећих вокала, Рамон и Санти свирају гитару, а Коко свира удараљке.
Самостално су произвели два ЦД-а: Ла Кубанита (2001) и Џипсиоле (2003). Њихове песме често говоре о породици, љубави и Богу, пошто су католици.
Рођендани су им: Тонио, 27. март; Рамон, 7. јануар; Санти, 4. септембар; и Коко, 5. септембра.
Тренутно живе у Француској.

## Успех
Песма „Алабина“ је позната у Француској по томе што је била музика за завршетак француских комедија "Да ли бих те лагао?" и "Да ли бих те лагао? 2"  (фр. La Vérité si je mens!). Њихов сингл „Оле и ола“ достигао је 19. место на француским музичким листама 1997.  и добио је сребрни сертификат.  Сингл „Алабина“ провео је 21 недељу на топ листама широм света.

## Дискографија
- Алабина (1996)
- Албум Два (1998)
- Сахара (1999)
- Есенцијалне песме (2000)
- Ултимативни Клуб Ремикси (2002)

### Песме
- " Салма и Салама (Оле и Ола) "
- "Алабина"
- "Хабиби де Мис Аморес"
- "Лололе (Не дозволи да будем погрешно схваћен)"